# Банкетний талер

Банкетний талер

Банкетний талер (нім. Dinertaler) — назва союзних "переможних" прусських талерів 1866 і 1871, на реверс яких напаяні рельєфні бюсти кронпринца та майбутнього імператора Фрідріха та принца Фрідріха Карла Прусського. Медалі підготовлені ювелірами Магдебурга для учасників бенкету, що відбувся у 1871 у місті за участю перших осіб імператорської родини.